# Giovanni Guerra

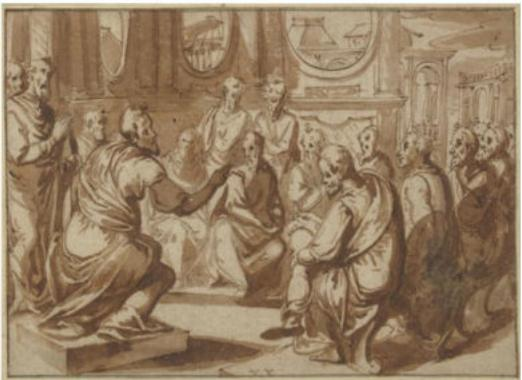
Discorso di San Paolo a Mileto agli anziani d'Efeso

Giovanni Guerra (Modena, 1544 – Roma, 1618) è stato un pittore e disegnatore italiano, manierista, attivo a Roma fra la seconda metà del XVI e l'inizio del XVII secolo.

## Biografia
Arrivò probabilmente a Roma nel 1562, anche se non è documentato fino al 1583, quando affrescò tre fregi con figure allegoriche nel Palazzetto Cenci, un progetto modesto per un committente di non grande prestigio.
Al cardinal Montalto dedicò una composizione elaborata intitolata Paradiso terrestre mistico, che aveva inciso con versi composti per l'occasione; decorazioni della Sala Grande del Palazzo alle Terme della Villa Montalto sono anche attribuite a Guerra. Il 24 aprile 1585 il cardinale fu eletto al soglio pontificio come Sisto V. Nel 1586 Guerra ricevette un incarico importante, il primo progetto di Sisto: la decorazione ad affresco della scalinata che collega la Cappella Sistina nel Palazzo del Vaticano con la Basilica di San Pietro.
In questa grande impresa dall'inizio dell'anno successivo fu affiancato dall'esperto Cesare Nebbia, e insieme continuarono a dirigere il gruppo sempre crescente di pittori impiegati nella creazione delle vaste decorazioni commissionate da Sisto V, (in particolare nel Salone Sistino della Biblioteca vaticana completato nel 1589), fornendo disegni e supervisione per un gran numero di assistenti, in un progetto che Sidney J. Freedberg liquida come "materia di banale soggetto umanistico in un piatto stile accademico". Come il progetto si sviluppò, Guerra fece meno pittura, concentrandosi sul fornire ad altri artisti i disegni, il suo punto di forza, in quanto secondo il suo primo biografo, F. Forciroli, colorare era il suo punto debole. Guerra sviluppò una reputazione come inventore di disegni, come dimostra la serie di disegni che raccontano le storie di Giuditta, ora nella Biblioteca Avery della Columbia University, lavoro per cui ci si riferì a lui come "pittore erudito".
Guerra fornì disegni per l'Iconologia di Cesare Ripa (1593) e altri disegni per la seconda edizione romana ampliata (1603), che rimase in uso presso pittori e disegnatori nelle arti decorative per più di un secolo. Il suo piccolo volume sugli emblemi incisi, "Varii Emblemi hierogliphici", lo firmò come "Pittore e Invent". Più di trecento suoi disegni sono conservati nel Museo del Louvre e presso l'École nationale supérieure des beaux-arts di Parigi.